# René Wagner
René Wagner (Brno, 31. listopada 1972.) umirovljeni je češki nogometaš i nogometni trener. Igrao je na poziciji napadača.
Tijekom svoje nogometne karijere igrao je uglavnom za Zbrojovku iz Brna i bečki Rapid. Završetkom igračke karijere, u travnju 2011. postaje trener Zbrojovke zamjenjujući time Karela Večera. Nakon što je klub u šesnaest utakmica pobijedio u samo dvije, smijenjen je s mjesta trenera u listopadu 2011.
Za A selekciju češke nogometne reprezentacije debitirao je 8. ožujka 1995. na prijateljskoj utakmici protiv Finske. Utakmica se igrala u Brnu, a Wagner je ušao u 71. minuti umjesto Güntera Bittengela. Utakmica je završila pobjedom Češke 4:1.

## Statistike

### Reprezentativne[4]

#### Zgodici za reprezentaciju
| Pogodak | Nadnevak           | Mjesto              | Protivnik   | Zgoditak (min.) | Rezultat | Utakmica          |
| ------- | ------------------ | ------------------- | ----------- | --------------- | -------- | ----------------- |
| 1.      | 11. prosinca 1996. | Casablanca, Maroko  | Nigerija    | 2:0 (74.)       | 2:1      | Pehar Hassana II. |
| 2.      | 26. veljače 1997.  | Poděbrady, Češka    | Bjelorusija | 1:0 (12.)       | 4:1      | prijateljska      |
| 3.      | 26. travnja 2000.  | Stadion Letná, Prag | Izrael      | 4:1 (90.)       | 4:1      | prijateljska      |

#### Nastupi po godinama
| Godina  | Nastupi | Zgodici |
| ------- | ------- | ------- |
| 1995.   | 1       | 0       |
| 1996.   | 2       | 1       |
| 1997.   | 2       | 1       |
| 1998.   | 1       | 0       |
| 1999.   | 1       | 0       |
| 2000.   | 3       | 1       |
| 2001.   | 1       | 0       |
| Ukupno: | 11      | 3       |

## Vanjske poveznice
- (češ.) Igrački profil na stranicama FC Zbrojovke Brno